# جبل براو
جبل براو هو جبل يقع في بلدية بازر سكرة كائنة في دائرة العلمة الواقعة بـ ولاية سطيف شمال شرق الجمهورية الجزائرية الديمقراطية الشعبيية. على دائرة عرض : 36.0726544 و خط طول : 5.6248713 ، يبلغ علو الجبل 1203 متر فوق سطح البحر ويبلغ علوه حوالي 600 متر بالنسبة لسطح الأرض. يبعد عن مدينة بلدية بازر سكرة حوالي 4 كيلومترات، وعن مدينة العلمة بحوالي 13 ، وعن مدينة سطيف بـ 31 كلم. ويبعد عن ساحل البحر الأبيض المتوسط بحوالي 120 كم والذي يقع شماله.

## مواضيع مرتبطة

### وصلات داخلية
- دائرة العلمة
- بلدية بازر سكرة
- بلدية العلمة
- ولاية سطيف

### وصلات خارجية
- موقع ولاية سطيف